# Michaelskapelle (Bad Godesberg)

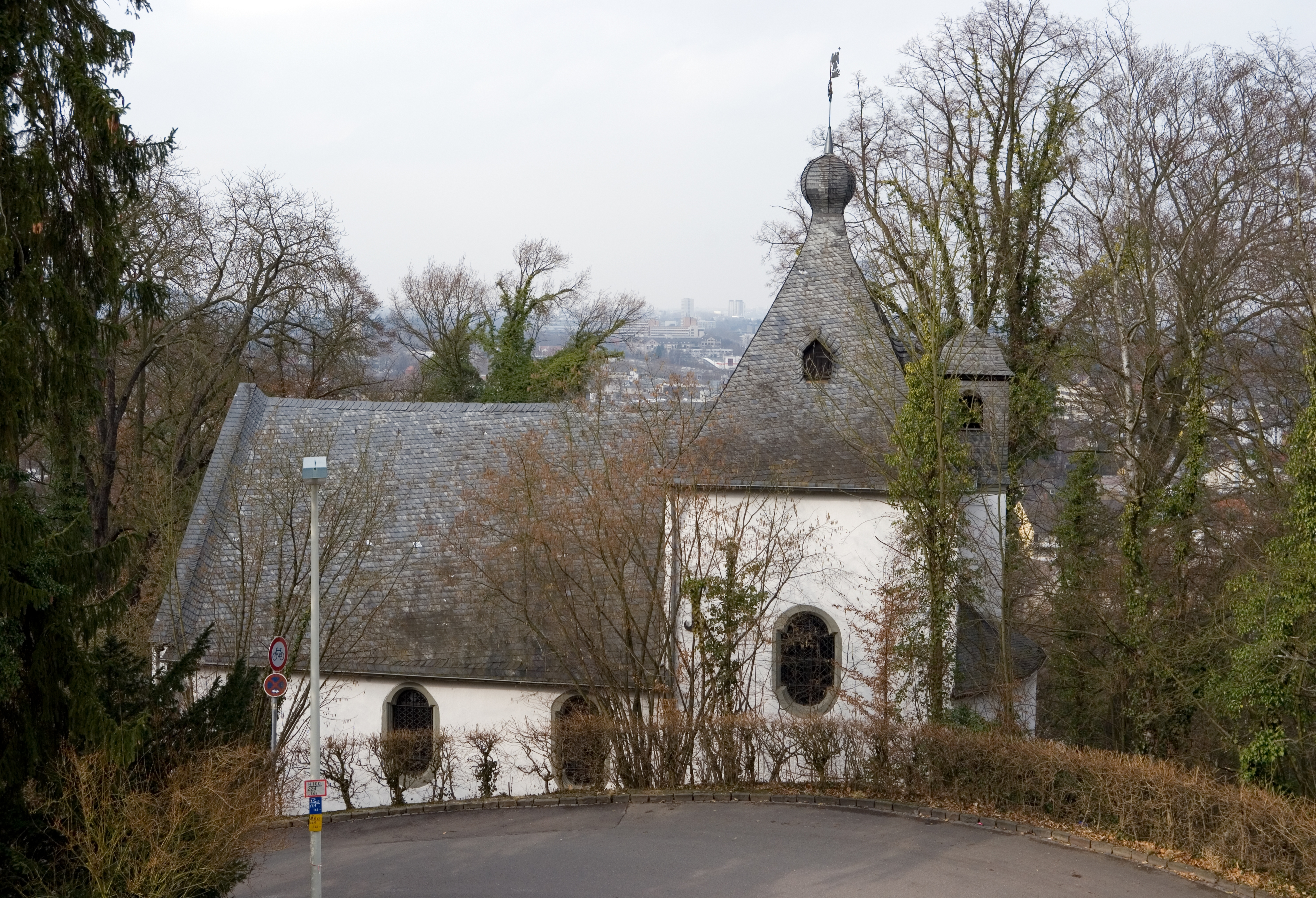
Blick von Süden von der Godesburg auf die Michaelskapelle (Februar 2012)

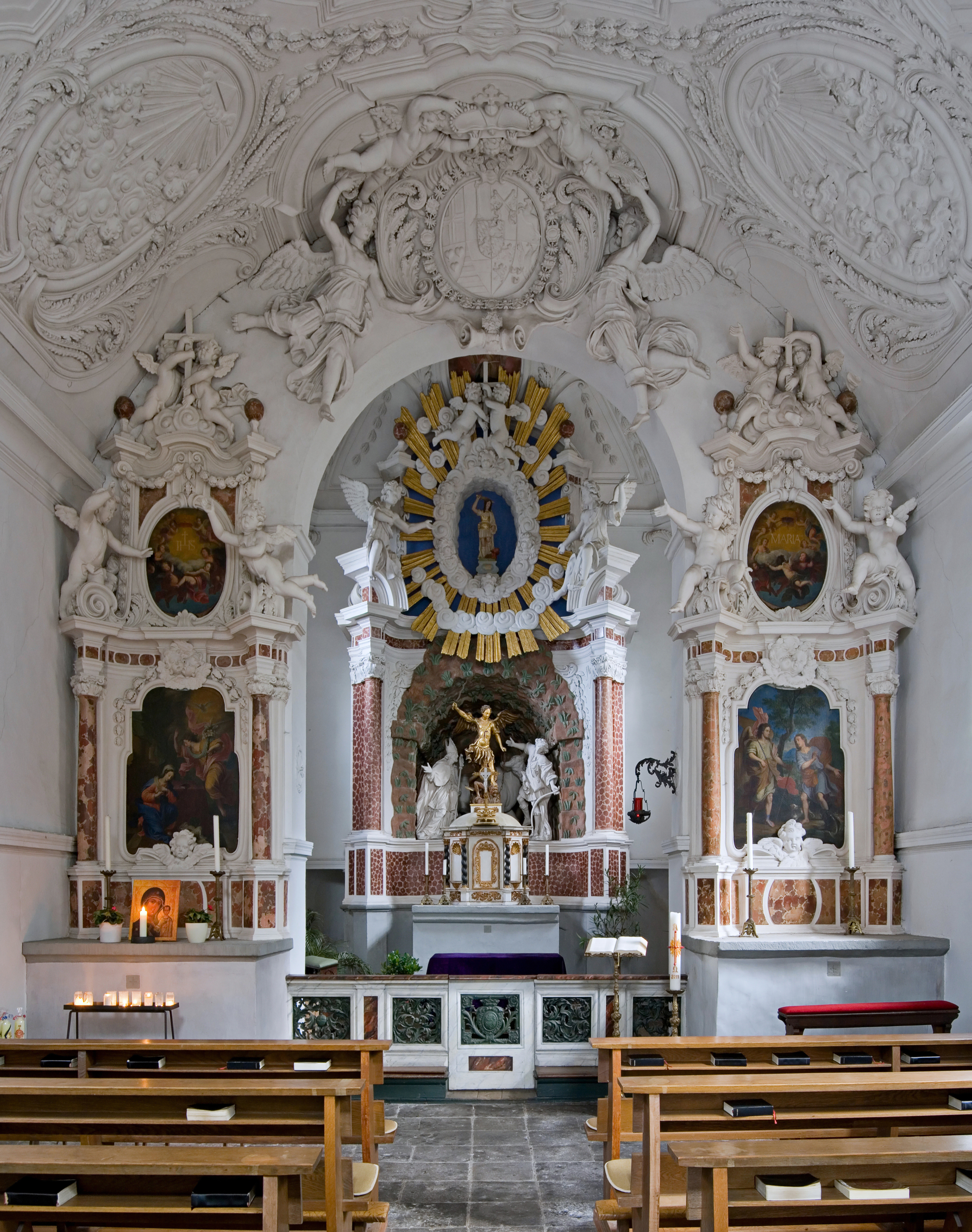
Der barocke Innenraum (Februar 2012)

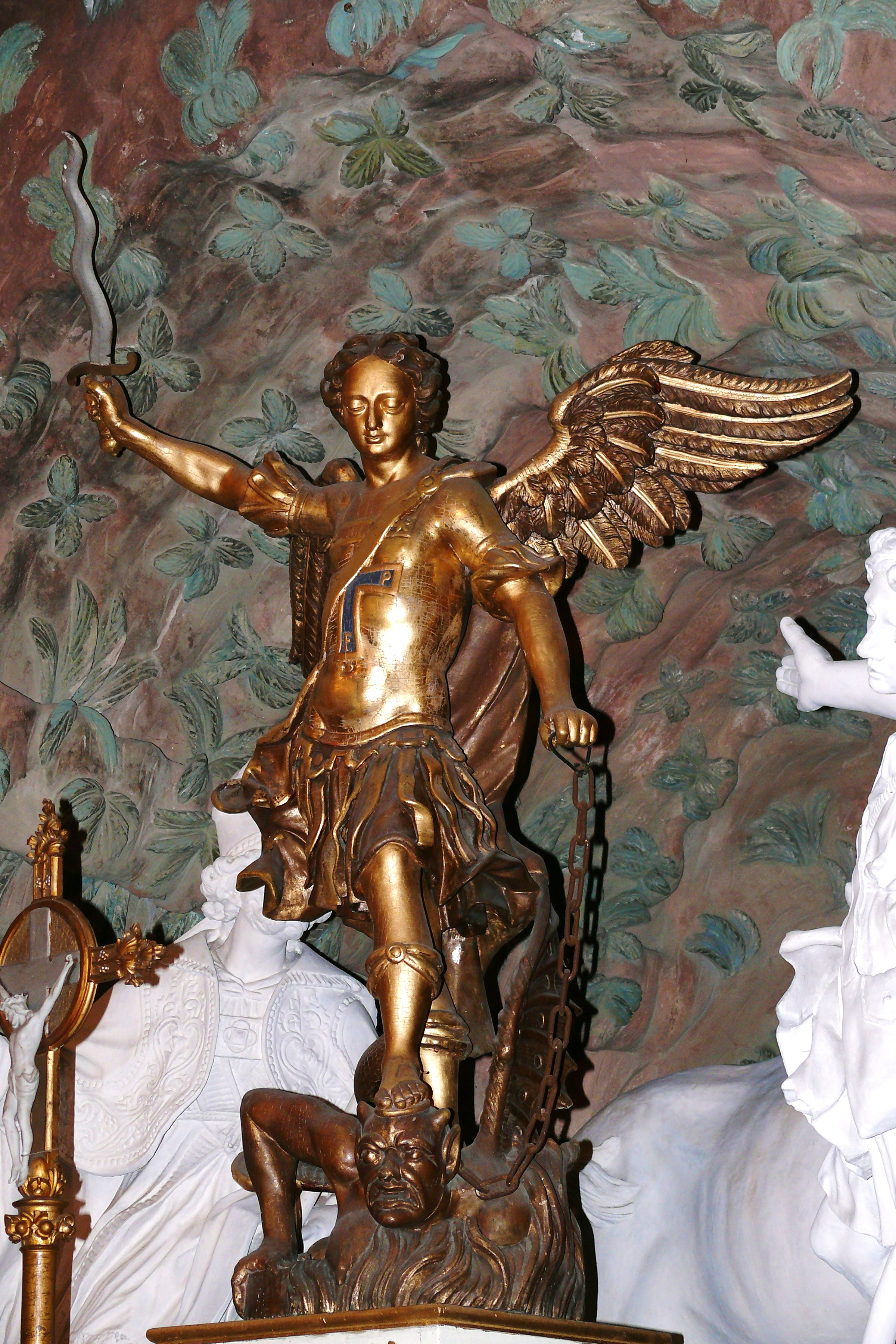
Statue des Erzengels Michael mit Schwert auf dem Drachen, die sich zentral im Hochaltar befindet (Oktober 2007)

Die Michaelskapelle ist ein Kirchengebäude im Bonner Stadtbezirk Bad Godesberg. Das Gebäude befindet sich etwa 60 Meter nordwestlich des Bergfrieds der ab 1210 erbauten Godesburg. Es steht als Baudenkmal unter Denkmalschutz.

## Geschichte
Vor der Grundsteinlegung zum Bau der Godesburg im Oktober des Jahres 1210 unter dem Kölner Erzbischof Dietrich I. von Hengebach musste eine auf dem Godesberg bereits existierende, dem heiligen Michael geweihte Friedhofskapelle weichen. Der Zisterziensermönch und Chronist Caesarius von Heisterbach berichtet in seinem Werk „Dialogus miraculorum“ über den Abbruch der Kapelle im Zuge des Burgbaus auf dem Godesberg. Im Verlauf von Renovierungsarbeiten in den sechziger Jahren des vorigen Jahrhunderts konnten einige freigelegte, nach Osten ausgerichtete christliche Gräber, die ältesten aus dem 9. Jahrhundert, den ursprünglichen Standort dieser Friedhofskapelle im Bereich des Burgturms im Zentrum des Bergplateaus eingrenzen.
Bereits in der ersten Hälfte des 13. Jahrhunderts, möglicherweise im Zuge der ersten Erweiterung der Burganlage im Jahr 1244 unter dem Erzbischof Konrad von Hochstaden, wurde außerhalb der eigentlichen Burganlage im Bereich der heutigen Michaelskapelle eine neue, dem heiligen Michael geweihte Kapelle, errichtet. Die exakten Maße dieser Kapelle sind nicht bekannt, doch stammen Teile des heutigen Mauerwerks von diesem Vorgängerbau. Im Zuge der Errichtung der Vorburg unter dem Erzbischof Walram von Jülich (1332–1349) wurde die Kapelle Teil der äußeren Befestigungsanlage und verlor möglicherweise zu dieser Zeit ihre Bedeutung als christliche Kirche. Mit der Sprengung der Burganlage im Verlauf des Truchsessischen Krieges im Jahre 1583 wurde wohl auch diese Michaelskapelle weitestgehend zerstört.
Um das Jahr 1660 wurde die Kapelle wiederaufgebaut und erneut dem Erzengel Michael geweiht. Eine Zeichnung des niederländischen Malers Lambert Doomer aus dem Jahre 1663 zeigt bereits ein intaktes Kirchengebäude in Nähe der Godesburg.
Nachdem die Kapelle von 1697 bis 1699 unter Joseph Clemens von Bayern, von 1688 bis 1723 Fürsterzbischof von Köln, durch ein Langhaus ergänzt und der Innenraum mit einer prächtigen Barockdekoration ausgestattet war, wurde sie ab 1699 zur Hauskirche des wenige Jahre zuvor gegründeten Orden vom Heiligen Michael. Die Deckenfresken stammen von Lazaro Maria Sanguinetti. In der Folgezeit diente das Gotteshaus als Gebetsstätte für die Godesberger Bürger und bis 1787 ebenfalls als Versammlungsstätte für die religiösen Feiern des Michaelsordens.
Clemens August I. von Bayern, von 1723 bis 1761 Fürsterzbischof von Köln, verlegte das Oratorium des Michaelsordens von Godesberg nach Bonn, wodurch die Michaelskapelle in Godesberg an Bedeutung verlor. In seinem Residenzschloss in Bonn, dem heutigen Universitätshauptgebäude, richtete er über dem eigens dafür errichteten Koblenzer Tor prachtvoll ausgestattete Räumlichkeiten für den Michaelsorden ein, die dann im Jahr 1777 einem Brand zum Opfer fielen.
Mit der Loslösung Godesbergs von der jahrhundertealten Zugehörigkeit zur Pfarrei Rüngsdorf im Jahr 1804 wurde die Michaelskapelle zur Pfarrkirche des Ortes Godesberg. Zu dieser Zeit erhielt die Kapelle ein Taufbecken und eine Orgel. Für zwei aus säkularisierten Bonner Kirchen beschaffte Glocken wurde ein freistehender hölzerner Glockenturm errichtet.
Schnelles Bevölkerungswachstum und der beschwerliche Weg zur Michaelskapelle auf dem Godesberg führten zum Bau einer neuen Pfarrkirche am Fuße des Berges. So fand am 5. Oktober 1862 die Einweihung der neuen, größeren Pfarrkirche St. Marien statt. In der Folgezeit entfernte man in der Michaelskapelle die barocke Kanzel, das Taufbecken und die Empore. Die Michaelskapelle wurde fortan als Friedhofskapelle für den nahen Burgfriedhof und als Station während der Karfreitagsprozession genutzt.
Heute finden gelegentlich Gottesdienste und Trauungen in der Michaelskapelle statt.

## Bilder

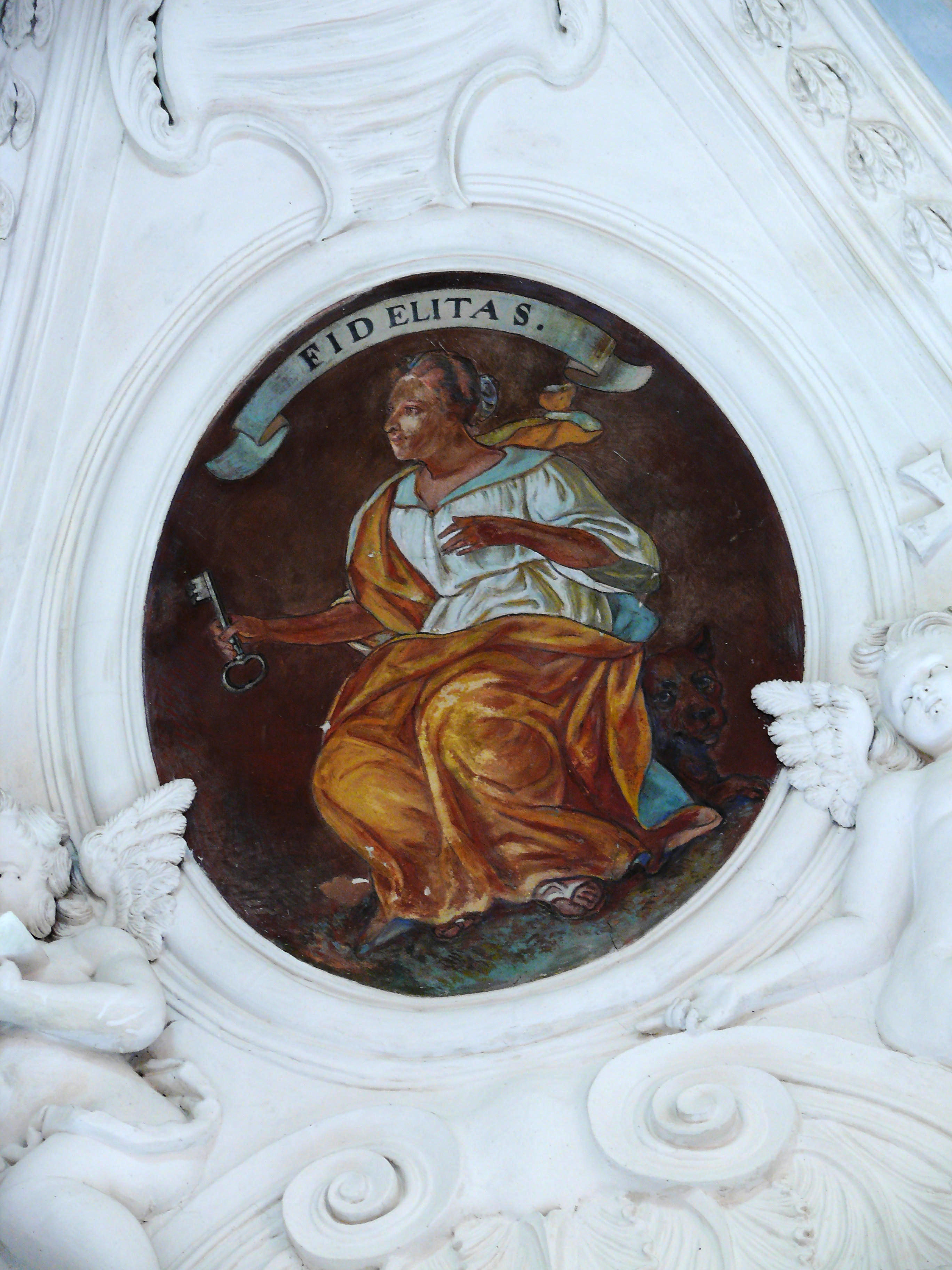
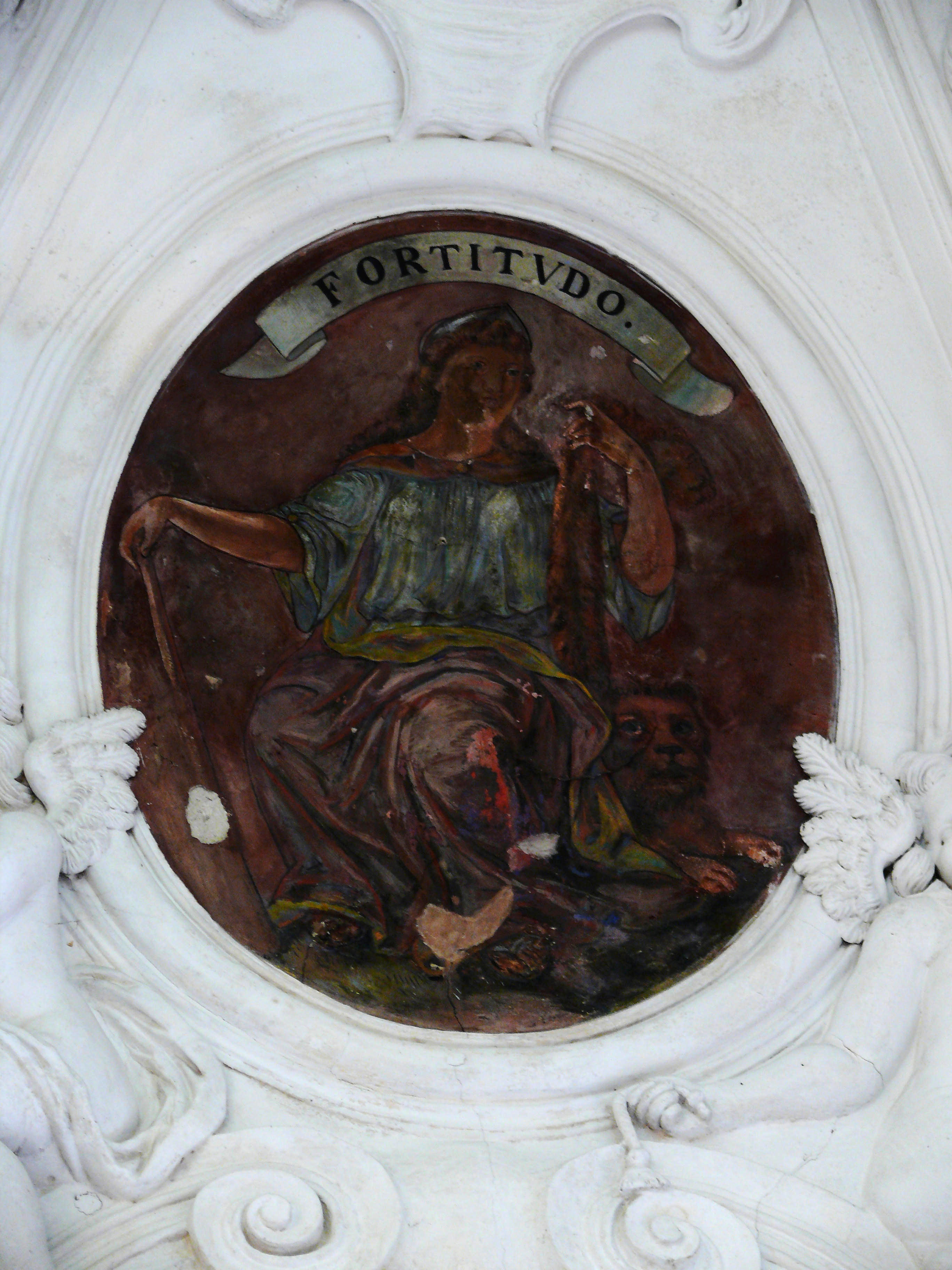
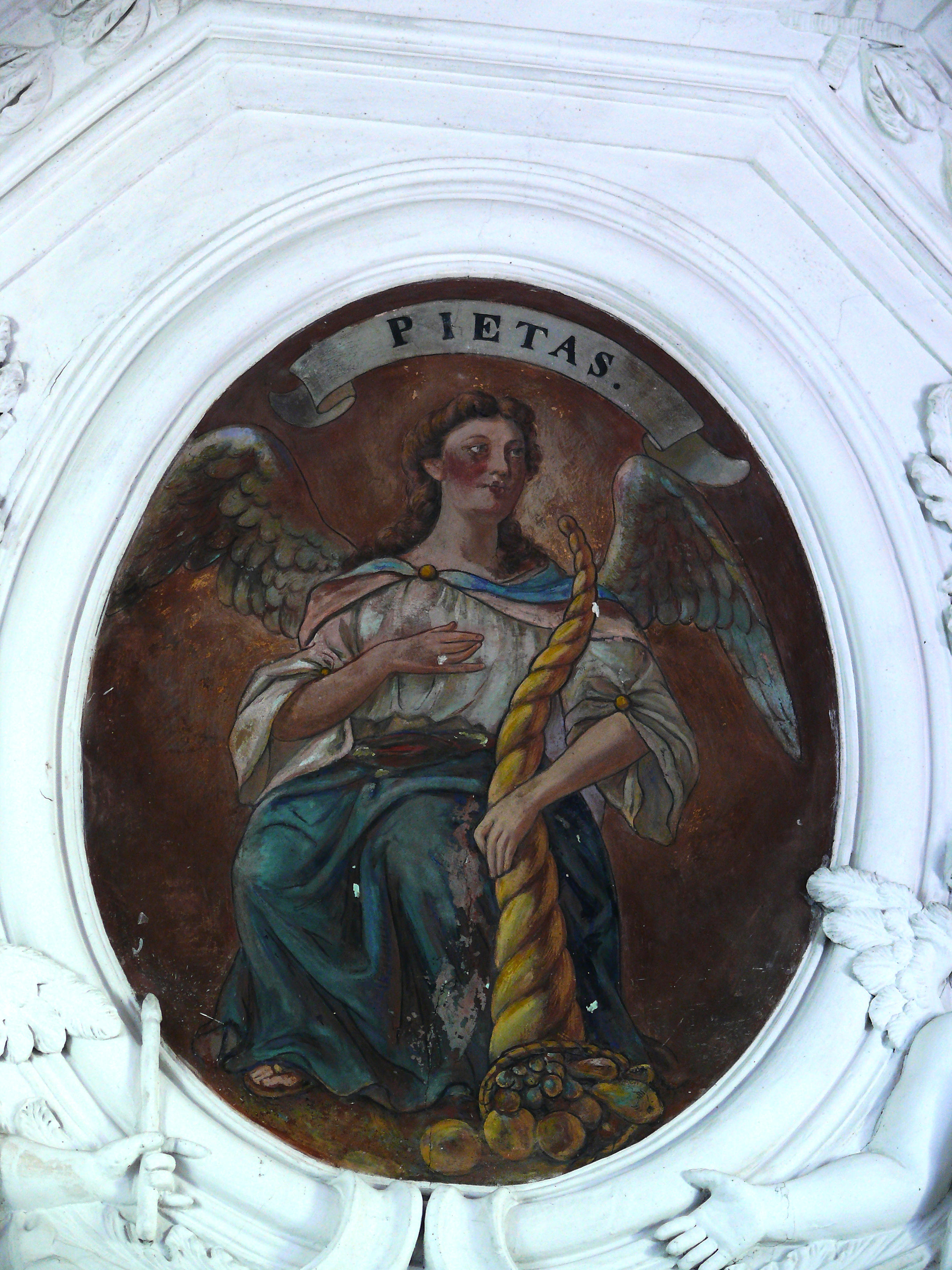
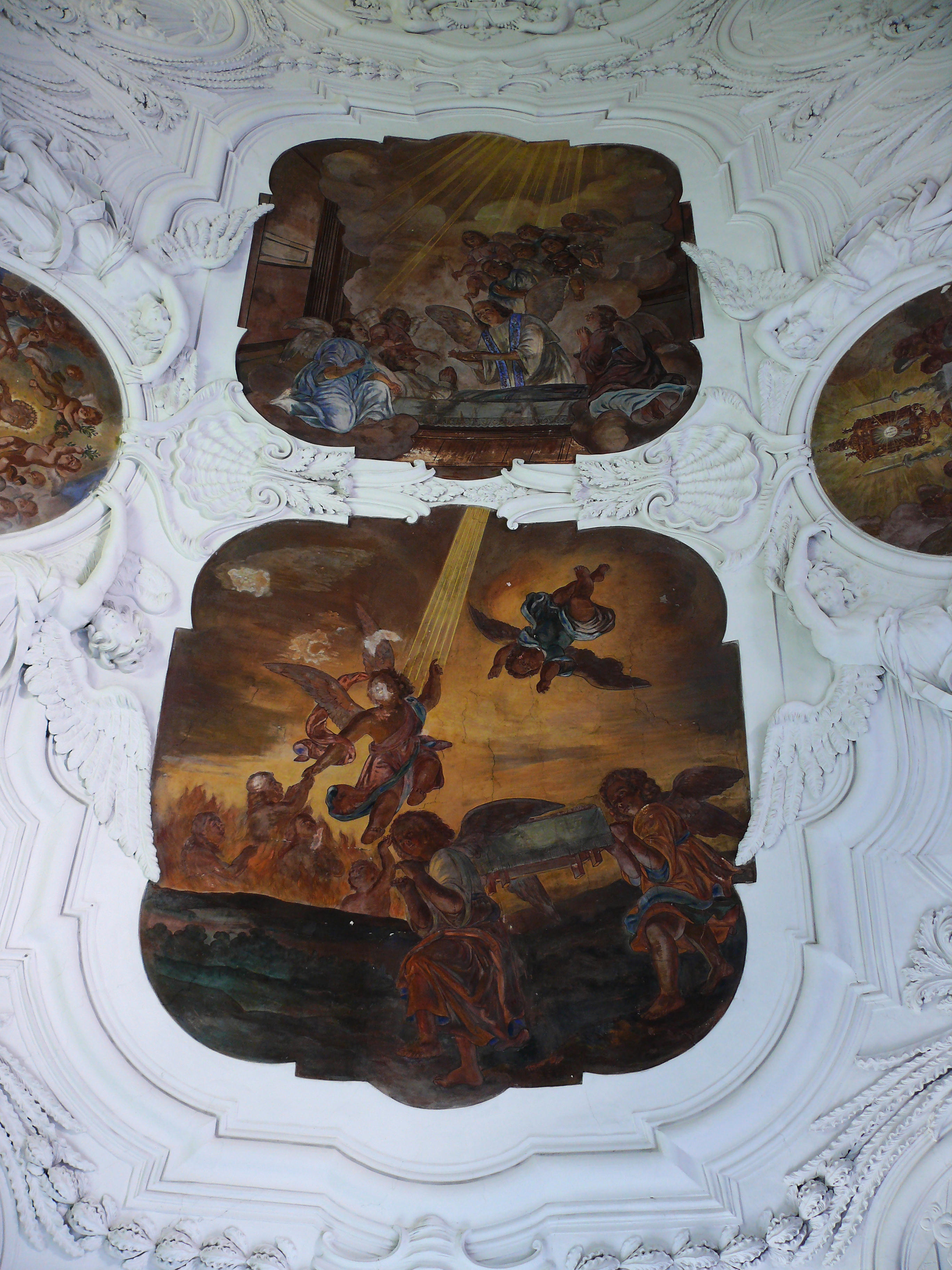
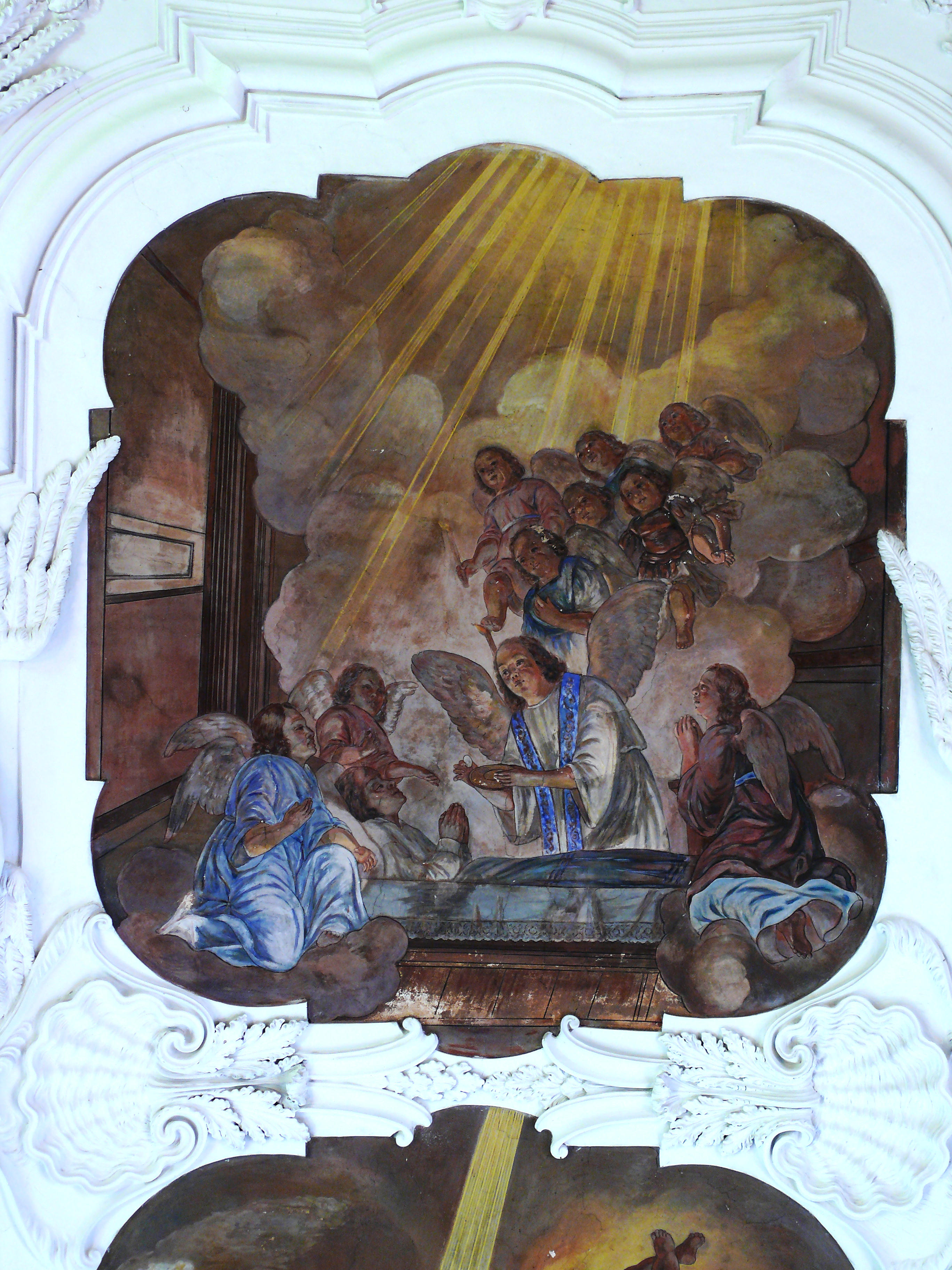
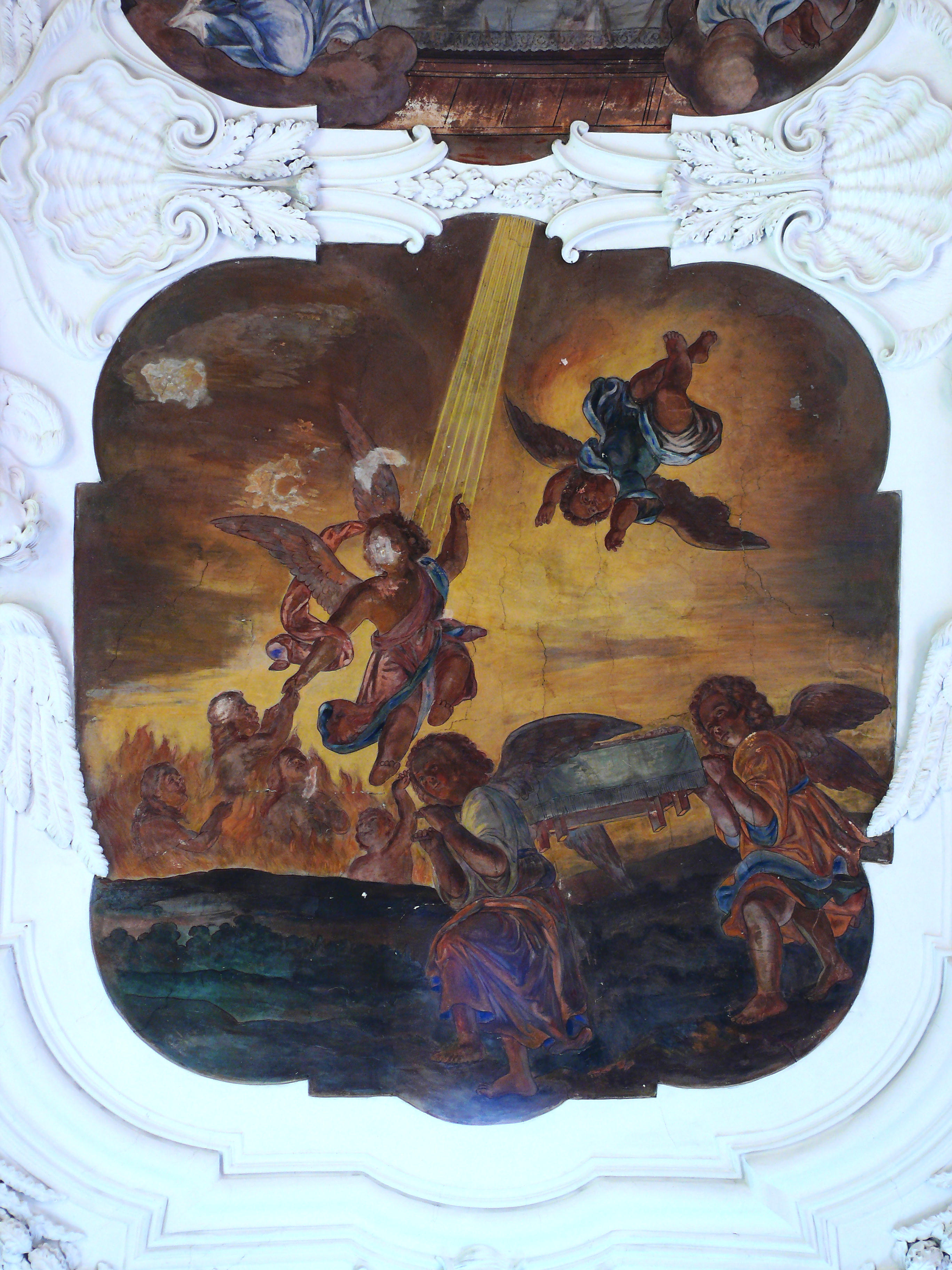
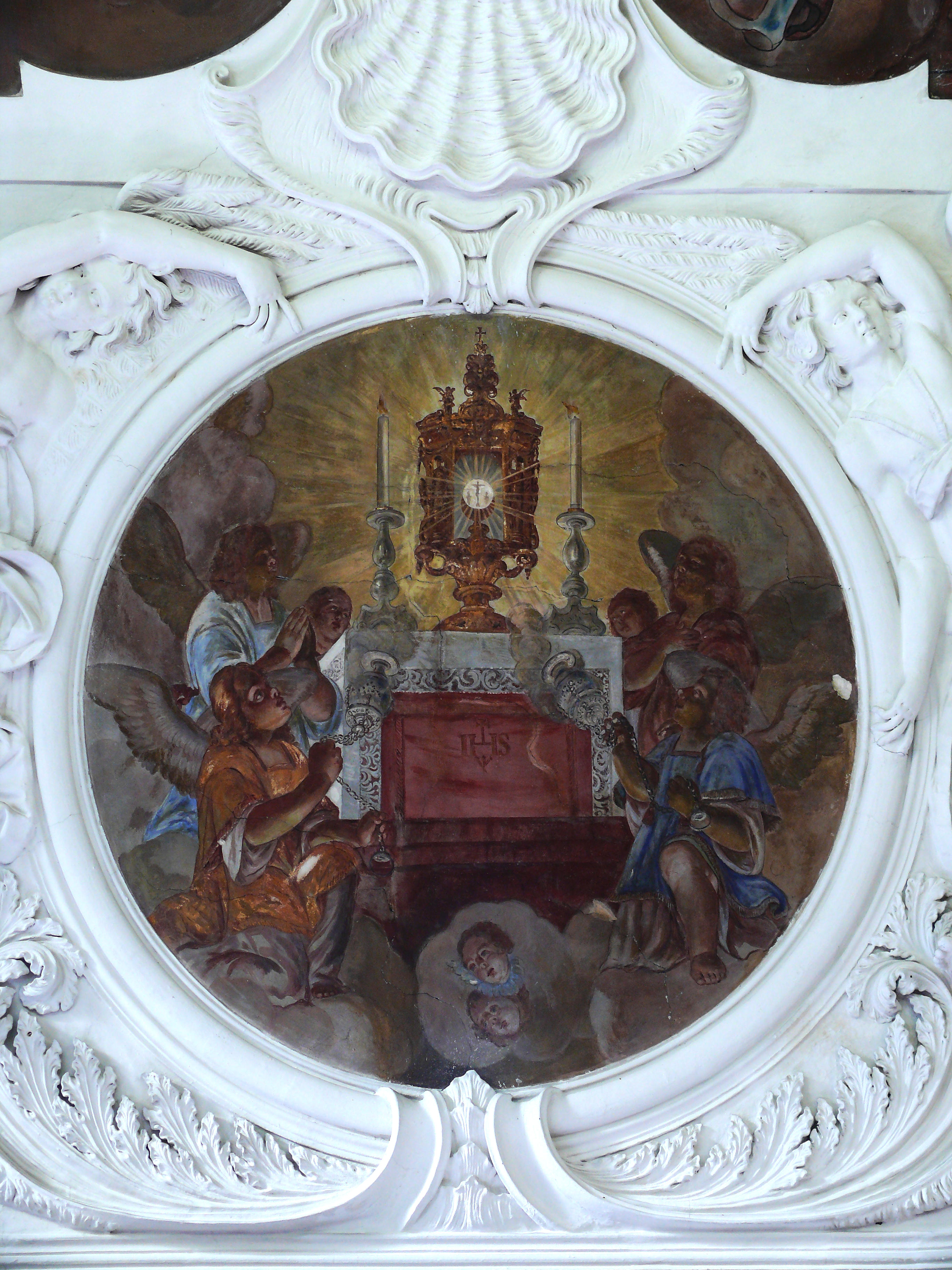
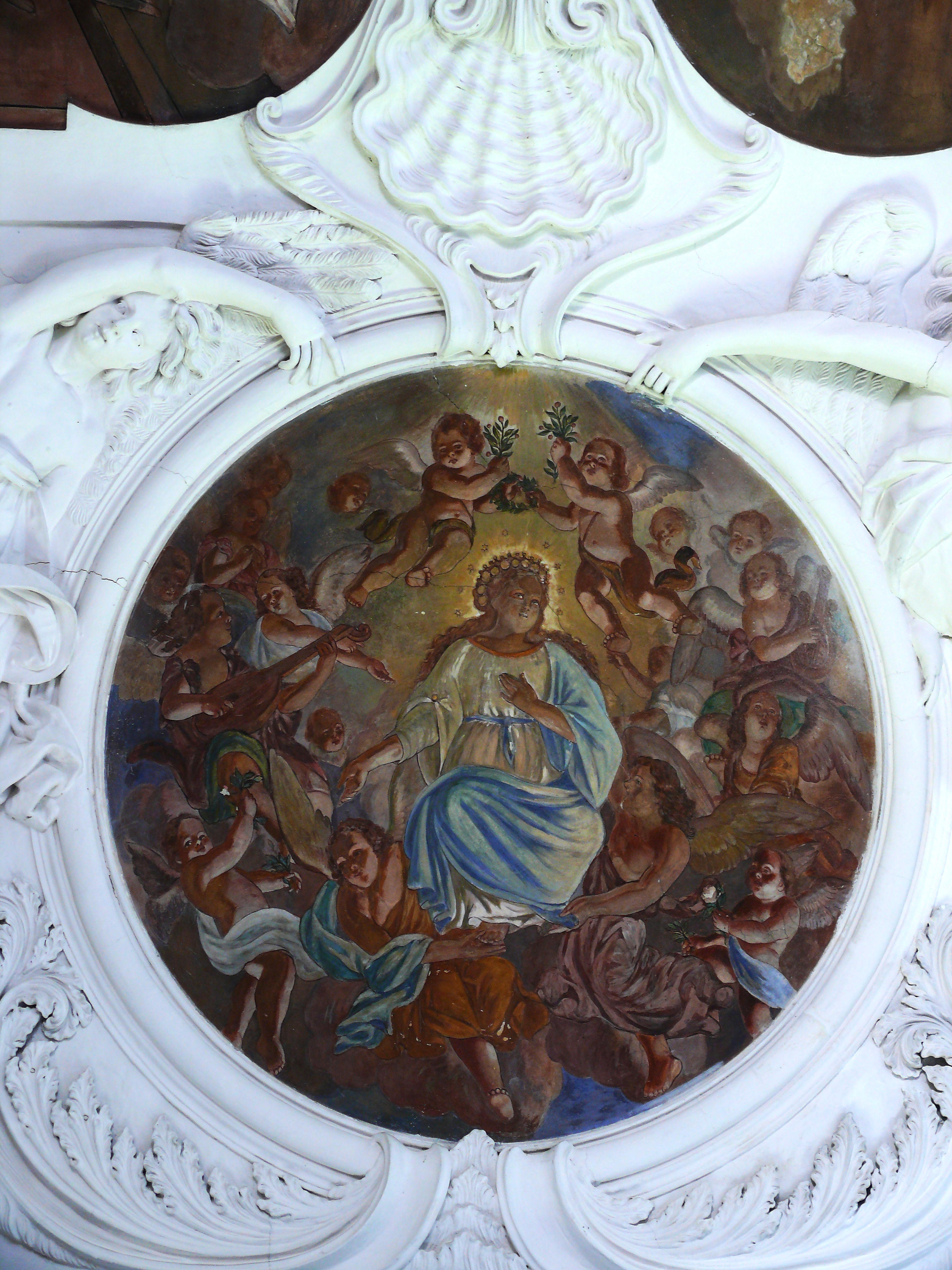
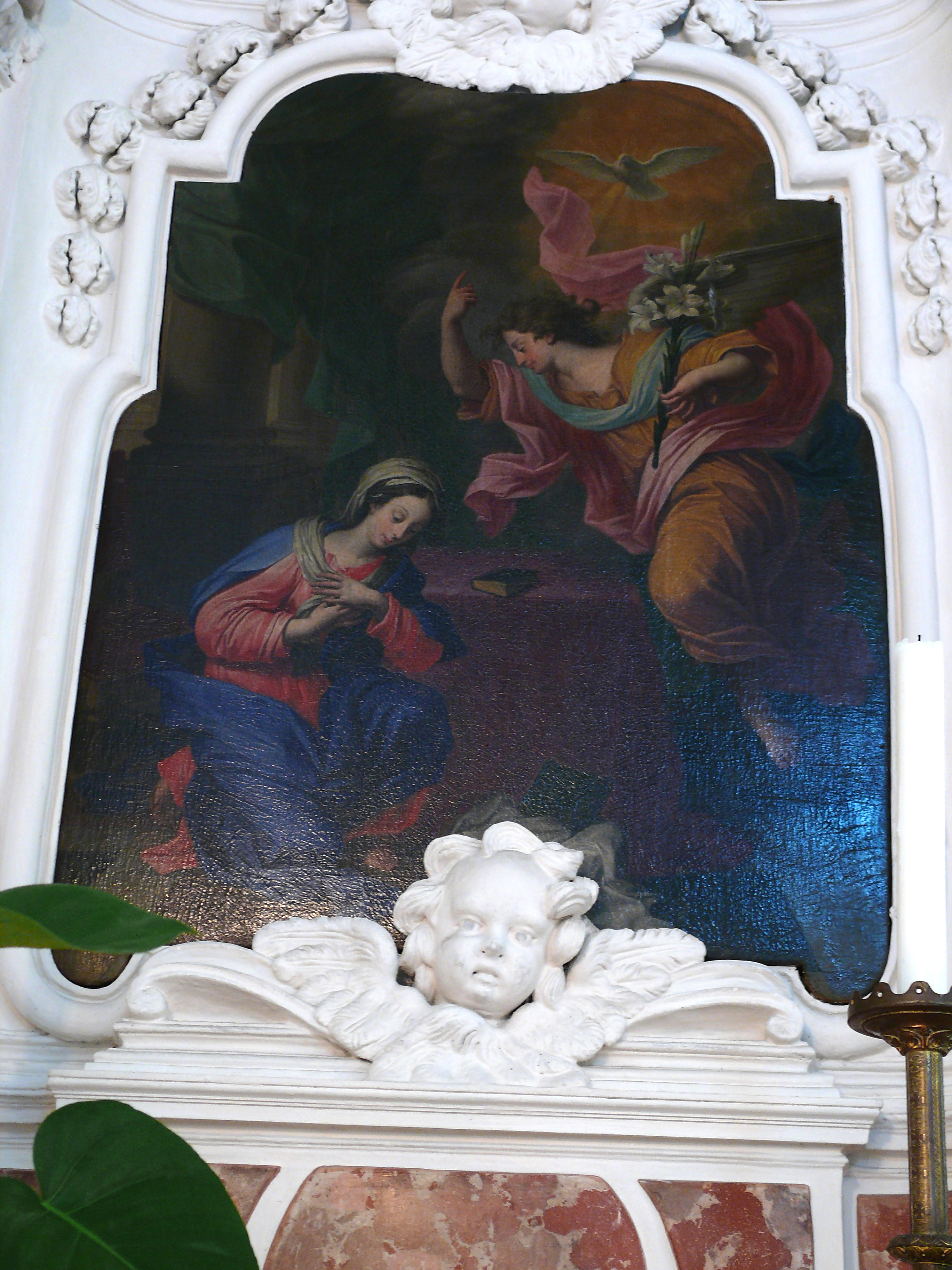
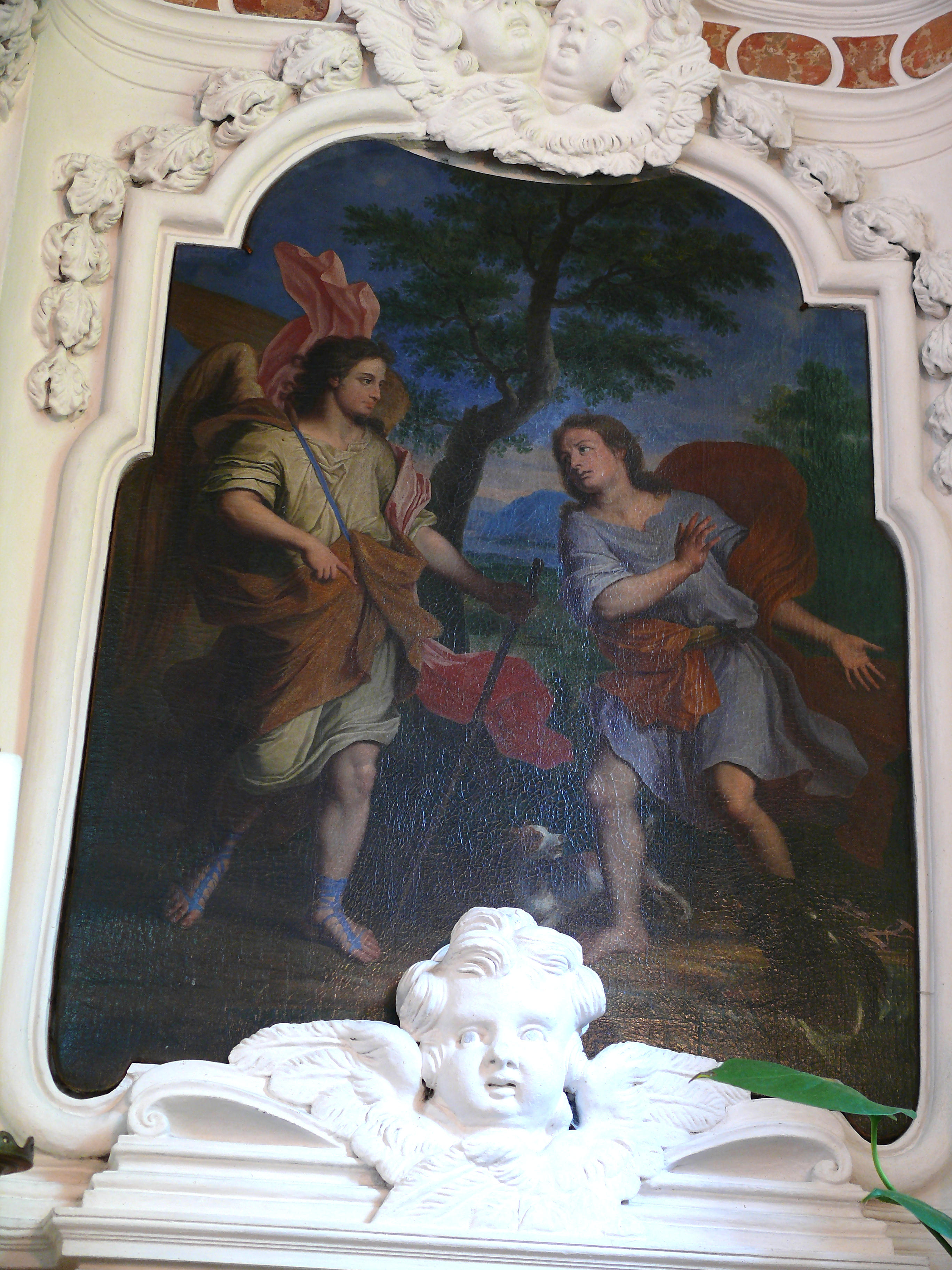